# Dubreuilville
Dubreuilville to gmina (ang. township) w Kanadzie, w prowincji Ontario, w dystrykcie Algoma.
Powierzchnia Dubreuilville to 89,57 km². Według danych spisu powszechnego z roku 2001 Dubreuilville liczy 967 mieszkańców (10,80 os./km²).